# Dolbina grisea
Dolbina grisea is een vlinder uit de familie van de pijlstaarten (Sphingidae). De wetenschappelijke naam van de soort werd in 1893 gepubliceerd door George Francis Hampson.